# 新四军平江通讯处旧址
新四军平江通讯处旧址位于湖南省岳阳市平江县嘉义镇上街33号，是1938年2月至1939年6月新四军平江通讯处驻地和平江惨案事件的发生地。 
1983年列为湖南省文物保护单位。2019年10月以“平江惨案遗址”的名称列为第八批全国重点文物保护单位。

## 建筑
始建年代不详，通讯处设立时为两间铺面，西间为“天和号”杂货铺；东间为“亿昌药号”。
旧址属于临街商铺市木构建筑，占地530平方米，上下两层，房间26间。一楼临街为拆装式门窗，二楼为固定格子窗。二楼进深大于一楼，以立柱、良、枋为骨架，嵌入板墙。 

## 历史
1938年2月，新四军第一支队第一团从平江嘉义镇出发，赴江南抗日前线。部队离开平江时，在此设立了新四军第一支队第一团平江留守处，后来改为通讯处，用来掩护中共湘鄂赣特委进行工作。
1939年6月初6月12日，中國國民黨武装第二十军特务营营长何学植以破路抗战就地驻扎为名，封锁通讯处，袭击杀害涂正坤，抓捕罗梓铭、曾金声、吴贺泉、吴渊、赵绿吟后杀害。即为“平江惨案”。